# Корбут, Ксаверий Александрович
Ксаверий Александрович Корбут (24 сентября (6 октября) 1869, Ковно, Ковенская губерния, Российская империя — 15 ноября 1938, Казань, Татарская АССР, РСФСР, СССР) — российский и советский музыкальный педагог, пианист, органист, теоретик музыки.
Выпускник Санкт-Петербургской консерватории (1894), учился у А. К. Лядова, Н. А. Римского-Корсакова, И. И. Витоля, Л. Ф. Гомилиуса. В том же году по совету А. Г. Рубинштейна переехал в Казань. Преподавал в музыкальной школе П. И. Юргенса (1894—1895), в музыкальной школе Р. А. Гуммерта (1895—1904), музыкальном училище при Казанском отделении Русского музыкального общества (1904—1919), музыкальной школе I ступени (1919—1922), Восточной консерватории (1921—1922), Восточном музыкальном техникуме (1922—1930). В числе учеников Корбута можно выделить будущего татарского композитора С. З. Сайдашева. Является автором трудов по фортепианной педагогике, сам был практикующим пианистом, также активно концертировал как органист. Расстрелян в 1938 году по приговору тройки НКВД ТАССР как «враг народа». Реабилитирован в 1957 году посмертно.

## Биография

### Молодые годы, образование
Ксаверий Александрович Корбут родился 24 сентября (6 октября) 1869 года в Ковно. По национальности — литовец; по другим данным — поляк.
Первоначальное музыкальное образование получил в Ковно, там же окончил гимназию, после чего переехал в Санкт-Петербург, где брал частные уроки на фортепиано у профессоров Г. Г. Кросса и Ф. Ф. Штейна. В 1889 году поступил в Санкт-Петербургскую консерваторию к профессору Ф. Ф. Черни. Учась на старшем курсе, по предложению А. Г. Рубинштейна изучил орган в классе Л. Ф. Гомилиуса, а также специальную теорию композиции на курсах А. К. Лядова, Н. А. Римского-Корсакова и И. И. Витоля.
В 1894 году окончил консерваторию по трём специальностям — фортепиано, орган, теория музыки, получив звание свободного художника. По совету Рубинштейна, в том же году переехал в Казань, где остался навсегда.

### Преподавательская и исполнительская деятельность в Казани
В 1894—1895 годах преподавал фортепиано в музыкальной школе П. И. Юргенса, в 1895—1904 годах — в музыкальной школе Р. А. Гуммерта — обе они появились из одной музыкальной школы, созданной ещё в 1891 году. Преподавание в школе Гуммерта, как и в остальных музыкальных учебных заведениях дореволюционной России, поначалу характеризовалось отсутствием единых программ, чёткой направленности в работе, невниманием к ученикам, к тому, окончат ли они школу вообще и намереваются ли продолжить образование в консерватории. В школе также не велось методической работы и обмена опытом, отсутствовало педагогическое содружество, сложилась атмосфера кастовости и замкнутости, примером чего может служить конфликт Корбута с другим фортепианным педагогом — О. О. Родзевичем, когда принципы и взгляды на преподавание одного высмеивались и поносились другим, а Гуммерт устранялся от таких конфликтов, фактически поощряя существовавшее состояние дел. Будучи другом и соратником Гуммерта, Корбут отмечал, что тот, «сделавшись директором музыкальной школы, своим неустанным трудом в преследовании намеченной цели стал работать не покладая рук и увлекая к такой же работе преподавателей школы». Благодаря профессионализму, энтузиазму и инициативности директора и педагогов, скоре школа приобрела солидный вес благодаря продуманной системе организации, высокому уровню преподавания, приглашению к работе виднейших музыкальных деятелей города, применению новейших методик обучения. Это всё позволило организовать на базе школы в 1904 году музыкальное училище при Казанском отделении Императорского Русского музыкального общества, директором которой стал, собственно, Гуммерт.

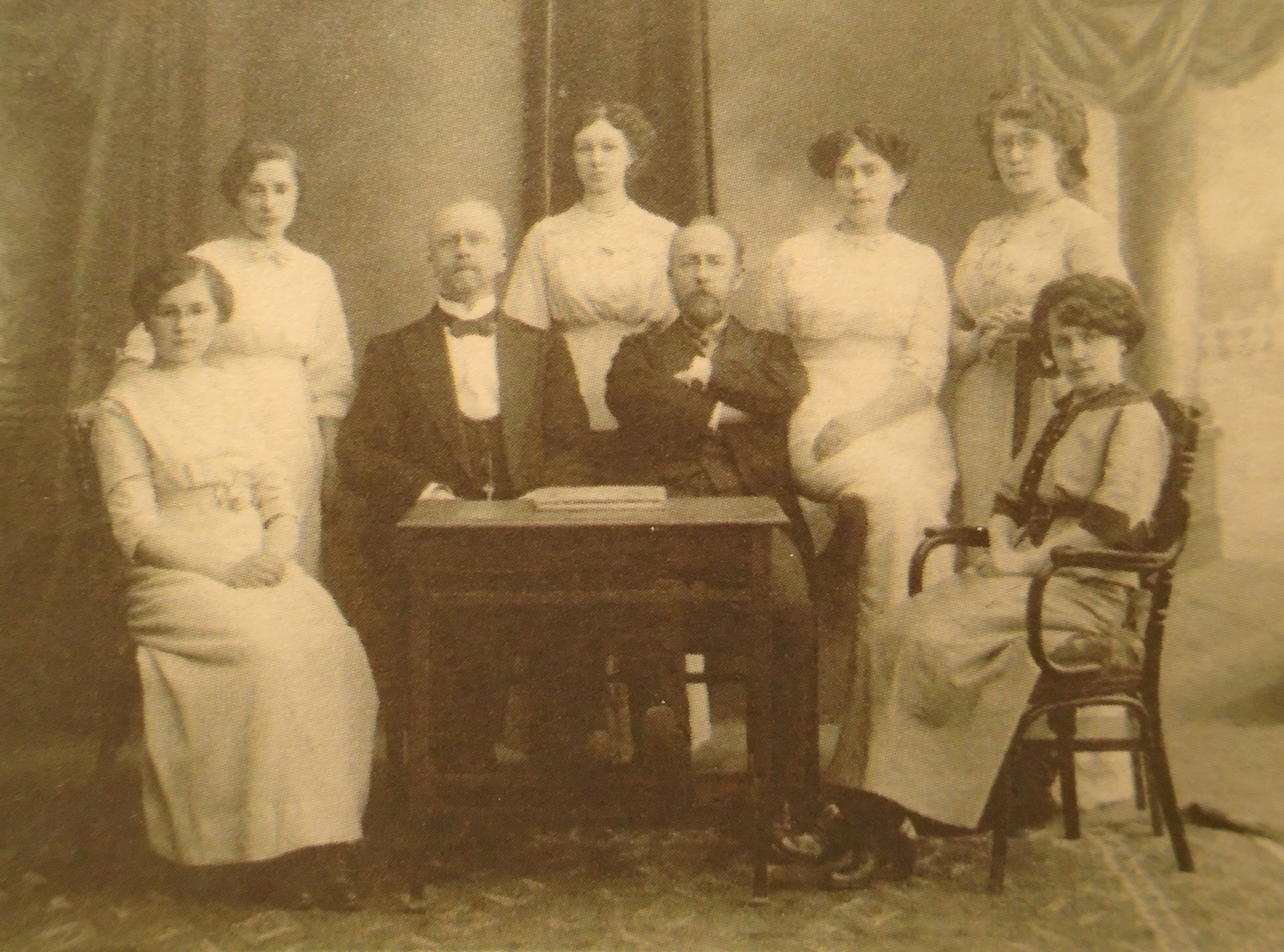
Педагоги и выпускники училища, 1911 год. В центре — Корбут и Гуммерт

С 1904 года Корбут был одним из ведущих педагогов Казанского музыкального училища, преподавал на исполнительском отделении, в фортепианном классе, а также вёл музыкально-теоретические дисциплины, имея большое число учеников. С целью усовершенствования в 1904—1914 годах проводил летние каникулы за границей, а именно в Берлине, где знакомился с новейшими музыкальными течениями, занимаясь под руководством Р. Брайтхаупта и О. Тетцеля. Помимо основной музыкальной работы, в числе ряда педагогов училища активно занимался концертной деятельностью, в частности, был известен как прекрасный органист. Органные концерты Корбута в 1895—1917 годах оставили заметный след в музыкальной жизни Казани, сам он снискал большое уважение и любовь аудитории параллельно возрастанию роли исполнителей — выпусников столичной консерватории в провинции. Неоднократно выступая с благотворительными органно-камерными концертами, Корбут стал известным как интересный органист за пределами края, занимаясь активной исполнительской деятельностью как в Казани, так и в других городах. В частности, Корбут был одним из первых артистов, игравших на установленном в 1895 году органе в лютеранской церкви Симбирска. Своей блестящей техникой и большим мастерством он снискал успех у симбирской публики концертами 1896—1897 годов, отмеченными как «отрадный музыкальный факт в жизни наших провинций, отдалённых от русских музыкальных центров». В 1913 году Корбут же играл на освящении новой кирхи Симбирска.

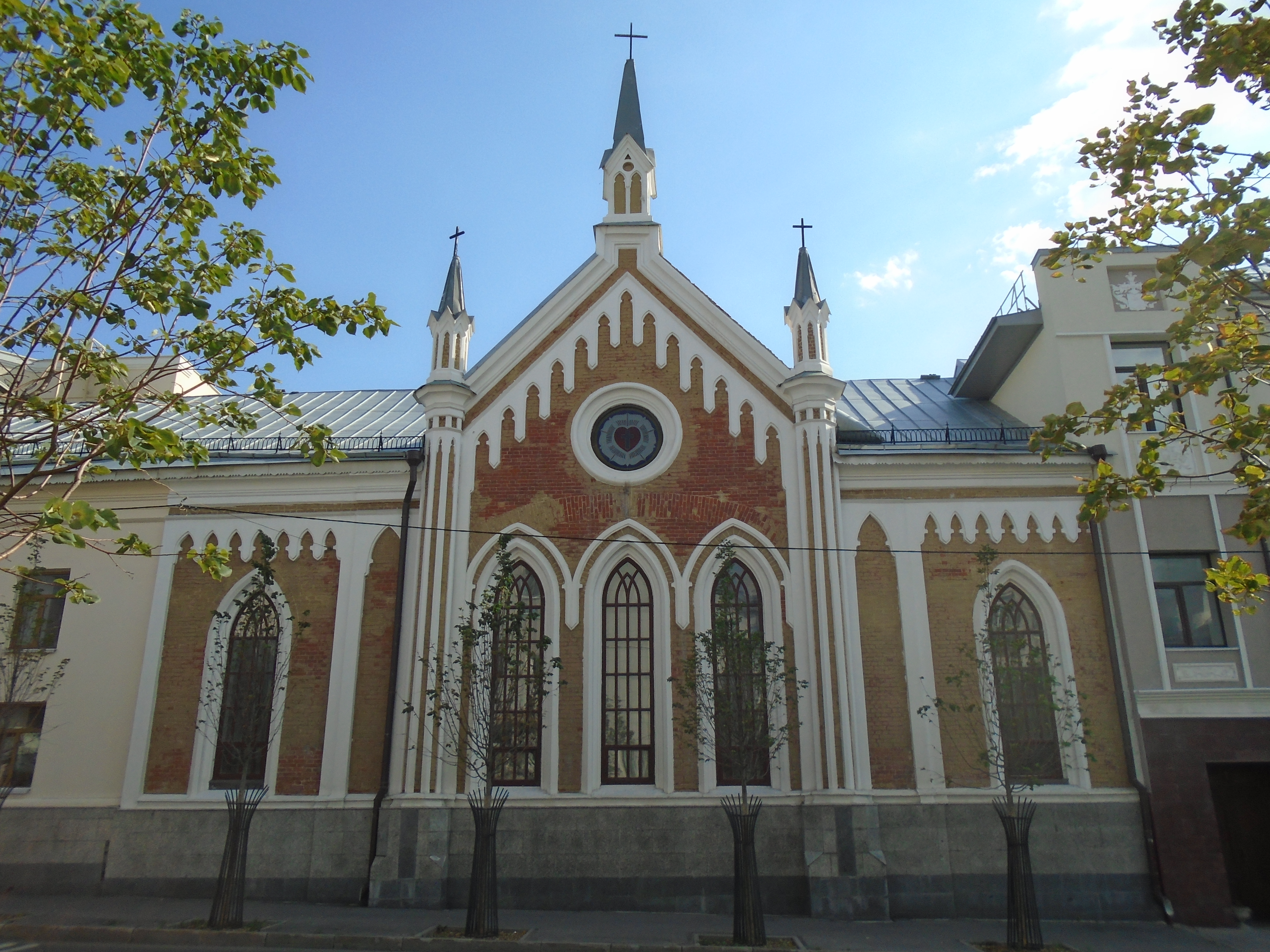
Казанская лютеранская церковь (современное фото)

Будучи постоянным органистом казанской евангелическо-лютеранской церкви, ежегодно выступал с концертами сперва на старом, а с 1901 года на новом двухмануальном органе, установленном фирмой «Gebrüder Rieger». Его программы отличались разнообразием, Корбут систематически знакомил слушателей с лучшими классическими произведениями таких композиторов, как И. С. Бах, Г. Ф. Гендель, В. А. Моцарт, Ф. Мендельсон, Ф. Лист, К. Сен-Санс, Э. Григ, Р. Шуман, А. Дворжак. Прекрасное исполнительское мастерство Корбута привлекало на его концерты широкую аудиторию вне зависимости от вероисповедания. По переписке Корбут был знаком с В. П. Энгельгардтом, жившим в Дрездене, который собирался передать свой кабинетный орган в дар Казанскому музыкальному училищу. Так, в 1907 году Энгельгардт сообщал Д. И. Дубяго, что «послал в Казань органисту евангелической церкви Корбуту письмо и пакет с фотографиями органа». Орган собственно в самом Казанском музыкальном училище появился только в 1920-х годах, когда был перенесён из церкви, однако во время войны он был демонтирован и затем бесследно пропал.

### При советской власти
В рамках демократизации музыкального образования в 1918 году музыкальным училищем были организованы летние курсы пения, фортепиано, скрипки и драматического искусства, а в 1919 году — курсы для преподавателей музыки и пения Единой трудовой школы при Казанском городском отделе народного образования, где Корбут вёл методику обучения игре на фортепиано. В 1921—1922 годах исполнял обязанности профессора в Восточной консерватории. Будучи одним из ведущих педагогов Казанского восточного музыкального техникума, преподавал в трёхгодичной музыкальной школе I ступени, где следовал весьма продуманному учебному плану с тенденцией к разностороннему музыкальному развитию учеников на уроках слушания музыки, ритмики и хора, уделял большое внимание воспитанию навыков чтения с листа, импровизации, транспонирования, игры в ансамбле. Так, на уроках импровизации давал задание представить какую-нибудь картину и передать в музыку своё настроение, а во время уроков по чтению с листа дирижировал лично, задавая темп игры и не позволяя выходить из него. Также большой интерес проявлял к занятиям по гармонии, в частности, присутствовал на экзаменах по этой дисциплине. В 1924 году торжественно было отмечено 30-летие педагогической деятельности Корбута, в его честь был дан большой концерт в исполнении симфонического оркестра воспитанников училища, пианистов и вокалистов, основанный на творческой биографии педагога. Будучи ищущим и думающим преподавателем, Корбут интересовался новыми направлениями в фортепианной педагогике, для изучения которых в 1925 году был командирован в Москву.
Как педагог и теоретик музыки, вёл большую методическую работу, разрабатывал новые учебные программы, внеся значительный вклад в становление профессионального музыкального образования в Татарстане. Является автором методических пособий по вопросам фортепианной педагогики, в значительной степени заложил основы казанской фортепианной школы, подготовив большое количество учеников. В 1920-х годах у Корбута домашние уроки брал молодой пианист С. З. Сайдашев, в будущем известный композитор, бывший одним из немногих татар, обучавшихся классической музыке. По данным Ю. В. Виноградова, их занятия проходили в 1922—1925 годах на систематической основе; ранее Корбут был педагогом Сайдашева в 1910-х годах, когда тот был студентом училища. Как свидетельствуют современники, Корбут преподавая Сайдашеву фортепиано и уроки гармонии, отмечал своего ученика за «чуткость, тонкость, целеустремлённость в работе». Причина, по которой Корбут в течение длительного времени уделял своё внимание Сайдашеву, осталась неизвестной. По мнению музыковедов, в этом довольно молодом человеке Корбут разглядел большую одарённость, тогда как Сайдашев посредством общения со своим преподавателем смог приобщиться к богатым музыкальным и композиторским традициям, что в дальнейшем положительно отразилось на его творчестве. В целом, период обучения у Корбута характеризуется для Сайдашева знакомством с произведениями русской и европейской музыки, а следовательно, и становлением его как композитора.

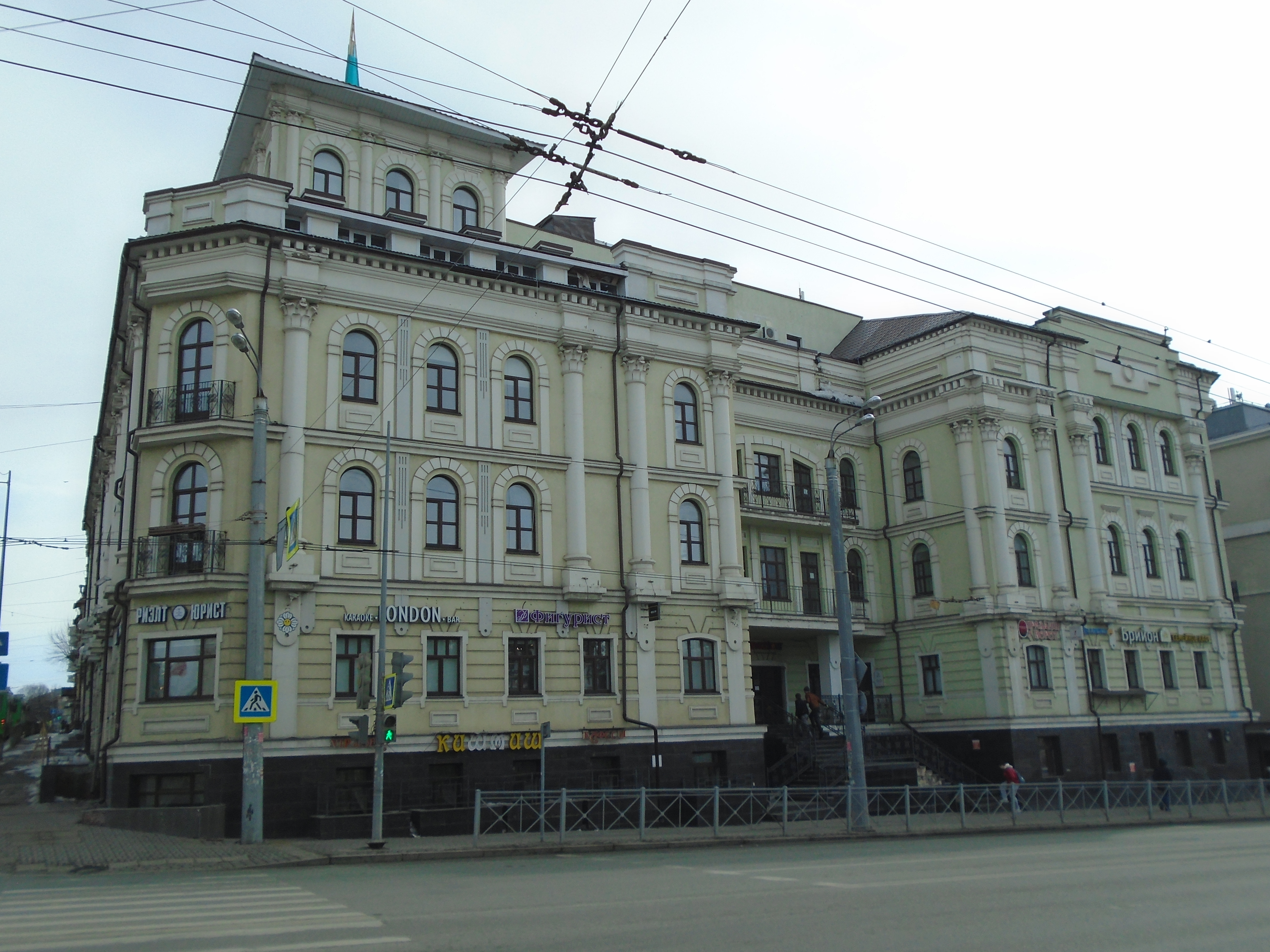
Место, на котором стоял дом, где жил Корбут (современное фото)

Главными трудами научно-педагогической деятельности Корбута являются «Записки по фортепианной методике и педагогике», собственная «Методика преподавания фортепьяно», энциклопедический словарь музыкальных деятелей с выборкой фортепианных произведений «1000 композиторов». В совершенстве владея немецким языком, перевёл на русский пять томов «Фортепианной техники» Р. Брайтхаупта, работы «Проблемы фортепианной техники» О. Тетцеля, «Сущность фортепианной техники» Л. Крейцера. По воспоминаниям коллег и учеников, Корбут был человеком строгих правил, высокой пунктуальности, требовательности как к себе, так и к своему ближайшему окружению. Как представитель интеллигенции, Корбут являл собой непререкаемый авторитет в личностном и в музыкальном плане, пользуясь большим почтением в своей среде. Принципы работы казанских педагогов, таких как Корбут, привели к созданию собственной художественной традиции и в дальнейшем получили широкое развитие в советские годы. Жил на улице Горького, бывшей Рыбнорядской, в угловом доме под 2-м номером, где также вёл занятия и прослушивания. В училище преподавал до 1930 года.

### Техника и методика преподавания
Корбут считал фортепиано универсальным инструментом и отводил ему главную роль в музыкальном образовании и воспитании, указывая, что «нет принципиальной разницы между учащимся — будущим виртуозом и учащимся — изучающим фортепиано как обязательный предмет, раз он хочет быть и оставаться, прежде всего, музыкантом». Методика фортепианного преподавания Корбута основывалась на принципах Р. Брайтхаупта, одного из представителей популярной в то время анатомо-физиологической школы. Высшим пределом фортепианной техники Корбут полагал выразительность и способность «говорить звуком», отводя большую роль «удару», выполняющемуся с целью извлечения разнообразных звуковых оттенков и выполнения высоких художественных задач. Обращая внимание на замкнутость устройства фортепианного механизма, доступ к которому ограничивается клавишей и тем местом на ней, к которому прикладывается подушечка пальца исполнителя, Корбут считал, что сила удара распределяется почти между всеми двигательными органами человеческого тела. Так, по его представлениям, сила удара возникает не в пальце или кисти, а является следствием работы всех мышц, входящих в систему предплечья и плеча, а следовательно, умножение скорости удара на вес руки приводит к извлечению красивого и сочного звука в противоположность сухой и резкой пальцевой игре. Выработка ощущения веса руки в пальцах в крайних опорных точках гамм и длинных арпеджио у Корбута осуществлялась благодаря остановкам на нижнем и верхнем тоническом звуке с двукратным поднятием и опусканием руки без отрыва пальца от клавиши. В своих теоретических рассуждениях он отмечал, что наличие веса руки дает пианисту возможность выбора — следовать безвольно закону тяжести, пользоваться возможностью более или менее удерживать вес, или же усиливать его давление напряжением мышц — с практической точки зрения, процесс игры ограничивается для пианиста именно тремя этими способами.
Вместе с использованием веса руки Корбут также уделял значительное внимание развитию пальцевой техники, полагая, что начальный период обучения должен строиться на пальцевой игре, основанной на работе мыщц пясти и запястья. В этот период Корбут также отводил большую роль выработке свободного падения руки с использованием локтевых и плечевых мышц. В целях развития у пианистов гармонического слуха он рекомендовал начинать обучение с самых простых упражнений для пальцев в позиции диатонического пентаккорда с различной ритмической акцентировкой, с дальнейшим переходом к ломаным септаккордам и одновременным изучением понятия о модуляции, а затем — октав, аккордов и двойных нот. В частности, освоение октав учениками Корбута проводилось путём отдельной игры линии первого и пятого пальцев, причём по приёму своего исполнения октавы различались на играемые пальцами и всей рукой. Примечательно, что Корбут не во всём следовал системе анатомо-физиологов, заключавшейся в преувеличении веса руки и недооценке роли активности пальцев. В частности, касательно постановки туше за фортепиано, он предостерегал пианистов от неправильного толкования понятия «техники тяжести», полагая важной задачей уделение внимания не только пальцам, но также корпусу тела и всему комплексу мышщ, участвующих в процессе звукоизвлечения в качестве «рычагов и единиц веса». Далее на следующем этапе обучения Корбут отводил большую роль выработке свободного падения руки с использованием локтевых и плечевых мышц, для чего предлагал разнообразные упражнения. Важным моментом в техническом развитии пианиста он также считал этюды на трели, а также этюды, исполняемые посредством вращательного движения кисти.
Корбут указывал, что когда регулярные занятия на фортепиано развивают автоматизм движений ученика, то тем большее внимание преподаватель должен уделять психологическому и физиологическому обоснованию процессов игры. Большое значение Корбут в обучении придавал теоретизированию, выполнению гармонического анализа произведений и музыкальных форм одновременно с изучением основ письменной гармонии. По его указаниям, на третьем году обучения ученик должен обучиться азам контрапункта и двухголосным инвенциям Баха, обращая большое внимание «на выработку самостоятельности и независимости рук и пальцев». Прохождение полифонии Корбут сочетал с изучением основных законов голосоведения на примерах одно- и двухголосных народных песен. К высшим же полифоническим формам — фугам — он советовал подходить с точки зрения клавишной природы фортепиано, так как «музыкант, исполняющий фугу на фортепиано, познаёт ее строение так, как это недоступно никакому другому исполнителю, играющему на струнном или духовом инструменте», поскольку пианист «сам исполняет и тему вождя, и её имитацию у спутника, следовательно, он один является реальным творцом всей полифонической ткани», приобретая «новые знания в импровизационно-композиторской музыкальной деятельности». В своих методических рекомендациях он также подробно останавливался на «силе инерции», на «инерции движущегося тела», на «инерции покоящегося тела». Поскольку, согласно законам физики, каждая масса стремится сохранить в неизменном виде изначально данное состояние покоя или движения, по его мнению, для взятия звука будет достаточно только задержанного опускания руки или её падения всей своей тяжестью. Указывая, что рука пианиста имеет достаточную тяжесть, а следовательно не может служить исключительно только как рычаг, Корбут выступал в пользу игры с использованием веса. По его рассуждениям, благодаря инерции массы руки появляется достаточное сопротивление для слабого удара пальцем, тогда как процесс взятия звука происходит исключительно в короткий промежуток времени опускания клавиши, а от скорости такого действия зависит и сила звука. При этом так называемая «весовая игра», по Корбуту, отнюдь не исключала активных пальцевых движений. В результате досконального изучения трудов О. Тетцеля, Корбут пришёл к выводу, что на пальцевой удар большое значение оказывает именно вес руки и активные движения пальцев, тогда как «техника тяжести» лишь «служит только названием для выражения неоспоримого сознания той важной роли, которую играет вес руки при всех видах удара».
В вопросе о мышечных напряжениях Корбут следовал Тетцелю и придерживался его идей о том, что «даже для медленного прижимания клавиши требуется уже некоторое активное, отсутствующее при нулевой нагрузке, напряжение сгибательных мышц пальцев», тогда как «процесс опускания руки должен быть быстрее, а потому для скорости нажатия клавиши нужна соответствующая сила пальца». В своих собственных рассуждениях Корбут пришёл к выводу о том, что тембр напрямую зависит от скорости, изменение которой находится во власти пианиста и его мышечной работы, ввиду чего стремление к развитию скорости, а через неё — к изменению тембра, является главной целью фортепианной техники. Поскольку движение как динамическое явление не может зависеть только от массы или от активной деятельности мышц, Корбут считал, что в игре на фортепиано должны применяться именно эти два фактора сразу — и равномерное распределение веса, и активная мускульная деятельность. Вес же, по Корбуту, является лишь вспомогательной силой удара пальцем, следовательно, пианист должен активно разрабатывать разгибатели (мускулы, разгибающие пальцы), так как сгибатели и без того достаточно развиваются в повседневной жизни. Касательно приёмов звукоизвлечения Корбут советовал при игре пользоваться весом всей руки, с плеча, делая упор в кончики пальцев, указывая, что секрет правильной фортепианной техники заключается в совместной работе всех пальцев и в представлении звукового образа, возникающего во внутреннем слухе пианиста. Многие рекомендованные Корбутом приёмы могут пригодиться современным молодым пианистам. Однако, с точки зрения новых музыковедческих исследований, его позиция в части начального обучения исполнителя игре на фортепиано является уязвимой. Так, не уделив внимания налаживанию целостных движений свободной руки от плеча, Корбут начинал с пальцевых движений, фокусируясь исключительно на пальцевой технике, в которой «участвуют только пальцы совместно с мышцами пясти и запястья». Лишь позднее он обучал чувству веса руки, что в дальнейшем может привести к сложностям в ощущении целостности пианистического аппарата, так как, согласно фортепианной практике, пальцы не существуют отдельно от всей руки и плечевого пояса.

### Гибель, память

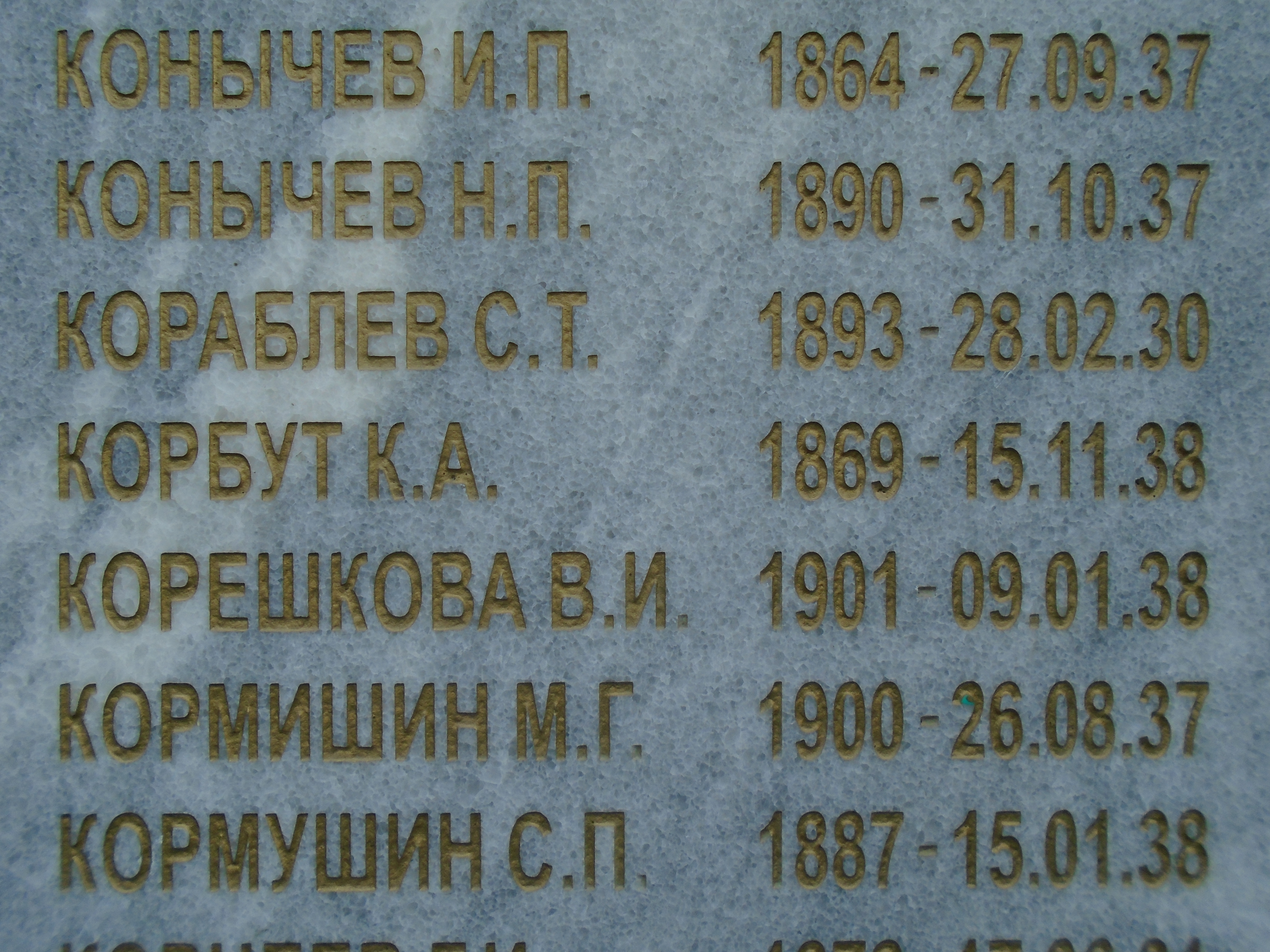
Имя Корбута на мемориале жертв репрессий Архангельского кладбища, где НКВД проводил расстрелы

25 августа 1937 года арестован органами НКВД по 58-й статье как «участник контр-революционной группировки». 14 ноября 1938 года как «враг народа» приговорён тройкой НКВД ТАССР к высшей мере наказания с конфискацией имущества. Расстрелян 15 ноября 1938 года в Казани, вслед за сыном, войдя вместе с ним в число 286 репрессированных профессоров. 22 августа 1957 года реабилитирован посмертно.
Фотокопия следственного дела Корбута ныне выставлена в экспозиции музея Сайдашева в Казани. По оценкам музыковедов, ни одна публикация по истории музыкальной культуры Казани не обходится без имени Корбута, однако его имя и творческая биография, впрочем как и многих преподавателей, стоявших у основ казанской пианистической школы, в настоящее время практически неизвестна широкой публике и забыта.

### Судьба семьи
Жена — Нина Михайловна (род. 1872), в девичестве Магницкая, дворянка по происхождению, из семьи, связанной с Казанским университетом, с историей просвещения и образования в крае. Находилась в родстве с этнографом В. К. Магницким. Как и муж, Нина Михайловна была одарена музыкально, хорошо играла на фортепиано. В семье Корбутов было двое детей — сыновья Михаил (род. 1899) и Сергей (род. 1902). Однако брак оказался недолгим, супруги расстались, Нина Михайловна с детьми переехала в дом к брату Александру Михайловичу, преподавателю Родионовского института благородных девиц, жившему на Воскресенской улице у университета. Будучи материально обеспеченной, в дальнейшем воспитывала сыновей самостоятельно.
Михаил Корбут, ставший видным историком и профессором Казанского университета, в общей сложности арестовывался четыре раза. 1 августа 1937 года он был приговорён по 58-й статье к высшей мере наказания и расстрелян в Москве; реабилитирован в 1957 году. Нина Корбут была арестована 20 августа 1937 года по 58-й статье («мать врага народа, группировала вокруг себя семьи осужденных врагов народа»); 17 октября 1937 года освобождена, а дело прекращено за недостаточностью улик. Не потеряв присутствия духа, в дальнейшем работала настройщицей пианино в кинотеатрах, во время войны шила бельё для госпиталей; скончалась в 1942 году и похоронена на Арском кладбище. Сергей Корбут работал в Таткниготорге, также был репрессирован, арестован 13 сентября 1937 года по 58-й статье как «участник террористической троцкистской организации, член семьи изменника Родины», являвшийся «братом осужденного троцкиста Корбута М. К., с которым поддерживал связь и знал о его контрреволюционной деятельности»; 26 января 1939 года был освобождён за недоказанностью обвинения, после чего уехал из Казани — далее его следы теряются.